# Holler (chanson)
Pour les articles homonymes, voir Holler.
Singles de Spice Girls
Goodbye
(1998) Let Love Lead The Way
(2000)
Holler est une chanson du groupe Spice Girls sortie le 23 octobre 2000 sous la forme d'un single double face A partagé avec la chanson Let Love Lead The Way. Les deux titres sont extraits de l'album Forever.
La chanson est un succès se classant dès sa sortie à la 1re place au Royaume-Uni. Il s'agit du 9e single numéro un dans les charts britanniques pour les Spice Girls, faisant d'elles le groupe féminin ayant obtenu le plus de numéro un au Royaume-Uni.
Il s'élève à la 1re place des meilleures ventes de singles au Brésil et en Écosse, tout en se positionnant dans le top 5 dans de nombreux pays comme le Canada, le Danemark, l'Italie, l'Irlande, la Nouvelle-Zélande, la Norvège et l'Espagne,,.

## Historique
Après avoir triomphé avec leur premier opus Spice, qui avait déclenché la « Spice Mania », un phénomène de société mondial, équivalent à celui de la « Beatlemania,,,, », les Spice Girls commencent alors à travailler sur un projet de film et d'album tous deux intitulés Spiceworld.
En mai 1998, Geri Halliwell quitte le groupe à la suite d'une trop grande exposition médiatique.

## Structure
Holler, sur une musique R&B, parle d’une femme qui veut faire crier son homme pendant leurs ébats.

## Performance commerciale
La chanson est un succès se classant dès sa sortie à la 1re place au Royaume-Uni. Il s'agit du 9e single numéro un dans les charts britanniques pour les Spice Girls, faisant d'elles le groupe féminin ayant obtenu le plus de numéro un au Royaume-Uni.
Il s'élève à la 1re place des meilleures ventes de singles au Brésil et en Écosse, tout en se positionnant dans le top 5 dans de nombreux pays comme le Canada, le Danemark, l'Italie, l'Irlande, la Nouvelle-Zélande, la Norvège et l'Espagne,,.

## Clip vidéo
Le vidéoclip qui accompagne la chanson, est réalisé par Jake Nava. Il y présente les quatre chanteuses, interprétant ce titre dans une immense pyramide, tout en incarnant chacune un élément.

## Liste des titres et formats
| - Royaume-Uni CD 1 / Australie CD 2 / Afrique du Sud CD single 1. Holler (radio edit) – 3:55 2. Let Love Lead the Way (radio edit) – 4:15 3. Holler (MAW Remix) – 8:30 4. Holler (video) - Japon CD single 1. Holler (radio edit) – 3:55 2. Let Love Lead the Way (radio edit) – 4:15 3. Holler (Video) 4. Let Love Lead the Way (Video) 5. Let Love Lead the Way (4 × 30 s Behind the Scenes Clips) | - Europe CD single 1. Holler (radio edit) – 3:55 2. Let Love Lead the Way (radio edit) – 4:15 - Royaume-Uni 12" single 1. A1: Holler (MAW Remix) – 8:30 2. A2: Holler (MAW Spice Beats) – 3:12 3. B1: Holler (MAW Tribal Vocal) – 7:10 4. B2: Holler (MAW Dub) – 6:46 5. C1: Holler (MAW Remix Instrumental) – 8:30 6. C2: Holler (MAW Tribal Instrumental) – 7:15 |

## Classements hebdomadaires
| Classement (2000)                       | Meilleure position |
| --------------------------------------- | ------------------ |
| Australie (ARIA)                        | 2                  |
| Autriche (Ö3 Austria Top 40)            | 24                 |
| Belgique (Flandre Ultratop 50 Singles)  | 35                 |
| Belgique (Wallonie Ultratop 50 Singles) | 15                 |
| Brésil                                  | 1                  |
| Canada (Canadian Singles Chart)         | 2                  |
| Finlande (Suomen virallinen lista)      | 6                  |
| France (SNEP)                           | 44                 |
| Allemagne (Media Control AG)            | 17                 |
| Irlande (IRMA)                          | 3                  |
| Italie (FIMI)                           | 3                  |
| Pays-Bas (Nederlandse Top 40)           | 15                 |
| Pays-Bas (Single Top 100)               | 12                 |
| Nouvelle-Zélande (RMNZ)                 | 2                  |
| Norvège (VG-lista)                      | 4                  |
| Écosse (OCC)                            | 1                  |
| Suède (Sverigetopplistan)               | 8                  |
| Suisse (Schweizer Hitparade)            | 15                 |
| Royaume-Uni (UK Singles Chart)          | 1                  |
| Royaume-Uni (UK R&B Chart)              | 1                  |
| États-Unis (Dance Club Songs)           | 31                 |